# Талтымка
Талтымка — река в Тюменской области и Ханты-Мансийском автономном округе России, по всей длине реки проходит граница между этими регионами. Устье реки находится в 231 км по правому берегу реки Иртыш. Длина реки составляет 54 км.

## Притоки
(км от устья)
- 1 км: река Вереяга (лв)
- 27 км: река без названия (лв)

## Данные водного реестра
По данным государственного водного реестра России относится к Иртышскому бассейновому округу, водохозяйственный участок реки — Иртыш от впадения реки Тобол до города Ханты-Мансийск (выше), без реки Конда, речной подбассейн реки — бассейны притоков Иртыша от Тобола до Оби. Речной бассейн реки — Иртыш.
Код объекта в государственном водном реестре — 14010700112115300015382.